# 은산초등학교 매화분교
은산초등학교 매화분교는 대한민국 충청남도 부여군 은산면 매화로 106(가곡리)에 있었던 공립 초등학교이다.

## 연혁
- 1963.07.01 은산국민학교 옥가분교 설립
- 1966.03.04 매화국민학교로 승격, 은산국민학교 거전분교장 본교 편입
- 1973.03.31 거전국민학교 분리
- 1984.03.09 병설유치원 개원
- 1993.03.01 은산국민학교 매화분교장으로 격하(4학급, 병설1학급)
- 1996.03.01 3학급 편성, 병설유치원 1학급
- 1997.03.01 은산초등학교 통합